# Hylaeus melanocephalus
Hylaeus melanocephalus är en biart som först beskrevs av Cockerell 1922.  Hylaeus melanocephalus ingår i släktet citronbin, och familjen korttungebin. Inga underarter finns listade i Catalogue of Life.